# 陳孚恩
陳孚恩（1802年—1866年），字子鶴，號紫藿，江西新城（今江西黎川）人，晚清大臣。

## 生平
道光五年拔貢，歷任太仆寺少卿、大理寺正卿、刑部侍郎、工部侍郎、刑部尚書、兵部尚書、吏部尚書。
道光年間，陳孚恩乃大學士穆彰阿心腹，“穆門十子”之一。二十二年，軍機大臣王鼎仿史魚屍諫之義，自縊身亡，遺疏劾穆彰阿而薦林則徐。陳時充軍機章京，勸其子王沆勿奏遺疏，以暴疾聞，並呈原疏予穆彰阿，設法隱匿；從此仕途扶搖直上。二十七年，以署兵部左侍郎在軍機大臣上行走。尋差赴山東勘事。同年十一月，署山東巡撫。二十九年，擢刑部尚書。三十年，道光帝崩，遺命罷配郊祔廟，下王大臣議。咸豐帝召對，陳孚恩與怡親王載垣等爭論於上前，載垣等以失儀自劾，而斥陳乖謬，降三級留任。
咸豐七年，陳孚恩在江西團練有功，得高心夔引薦，依附肅順，以頭品頂戴署兵部侍郎。八年，署禮部尚書，未幾調兵部尚書。参与审理“戊午科场案”，一意秉承肃顺等人意图，致顺天府乡试主考官、文渊阁大学士柏葰于死地。程炳采临刑时大哭：“吾为陈孚恩所绐，代弟到案以至于此。陈孚恩谄媚权奸，吾在冥间当观其结局也”。後肅順等失勢，少詹事許彭壽疏請治黨援，陳孚恩遭罷黜，有詔謂：“孚恩當大行皇帝行幸熱河，命諸臣議可否，孚恩有‘竊負而逃，遵海濱而處’之語，意在迎合載垣等。大行皇帝上賓，留京諸大臣中獨召孚恩一人赴行在，足證為載垣等心腹。革職，永不敘用。”時廷臣議郊壇配位，陳孚恩稱：“前議宣宗配位時，大行皇帝有定為三祖六宗之諭，出於大學士杜受田所擬，非大行皇帝意。”王大臣等用其言，仍請文宗配祀。許彭壽復引據文宗御製詩有「以後無須變更」之句，請下廷臣再議，議不配祀。詔斥孚恩謬妄，又以籍肅順家得陳孚恩私書，有暗昧不明語，乃逮下獄，籍其家，追繳宣宗賜額，遣戍新疆。居新疆數年，伊犁被兵，將軍常清等奏陳孚恩籌餉治軍有勞，命免戍，留助理兵餉。同治五年，伊犁陷，陳孚恩及妻妾兒媳同殉難。《清史稿》说陈孚恩“鄙夫患失，反复靡常”。

## 書法
陳孚恩書法董其昌，與祁雋藻、趙光、許乃普並稱同光四家。

## 延伸阅读
[在维基数据编辑]
 《清史稿·卷387》，出自趙爾巽《清史稿》